# Hervormde kerk (Bakkeveen)
De hervormde kerk van Bakkeveen is een kerkgebouw in Bakkeveen in de Nederlandse provincie Friesland.

## Beschrijving
De neoclassicistische zaalkerk met driezijdige koorsluiting werd in 1856 gebouwd. De houten geveltoren werd in 1950 vervangen. Het draaiorgel uit circa 1865 is van een onbekende bouwer. Het werd in 1963 in de hervormde kerk geplaatst. Het gebouw heeft geen kerkfunctie meer.

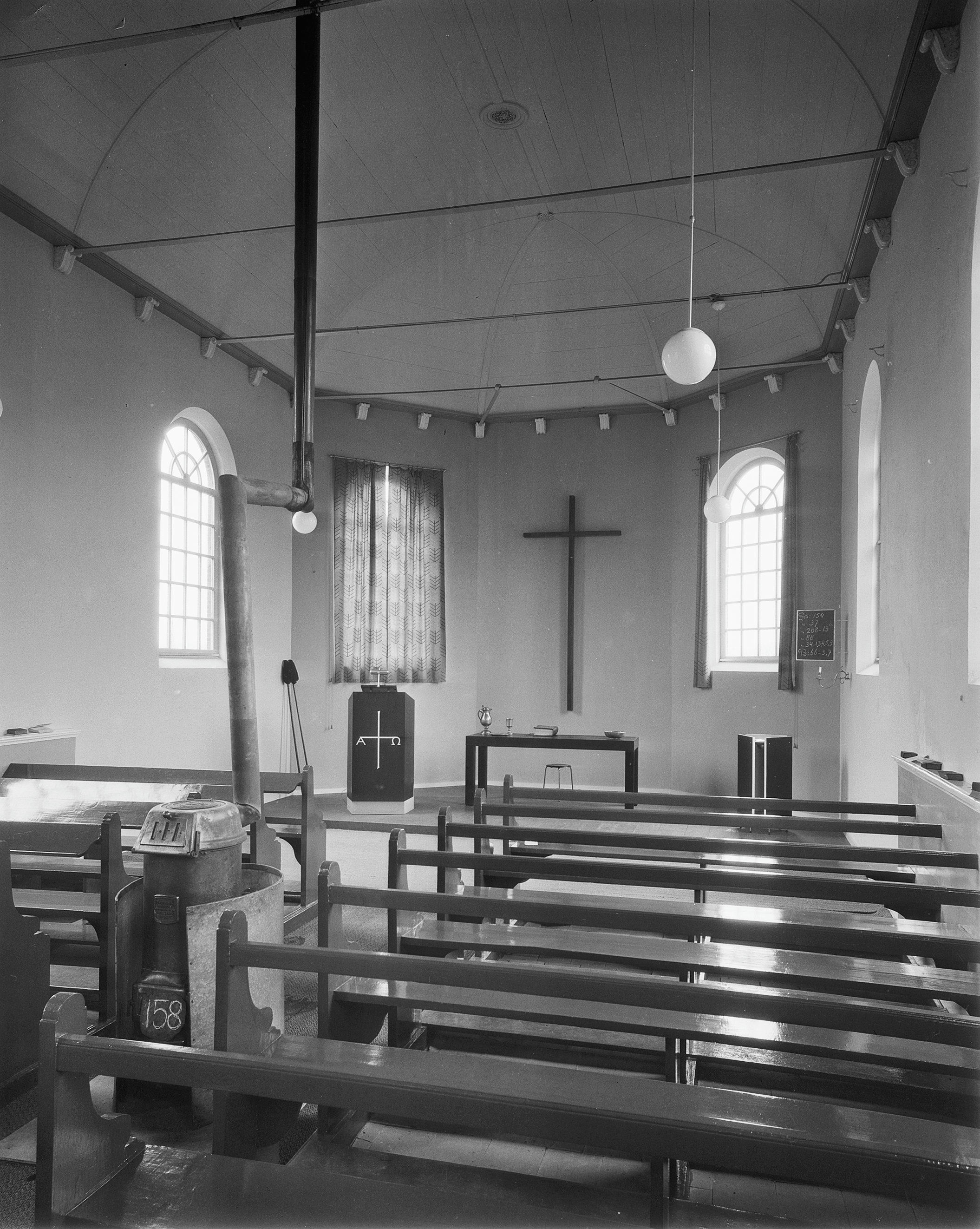
Interieur (1959)
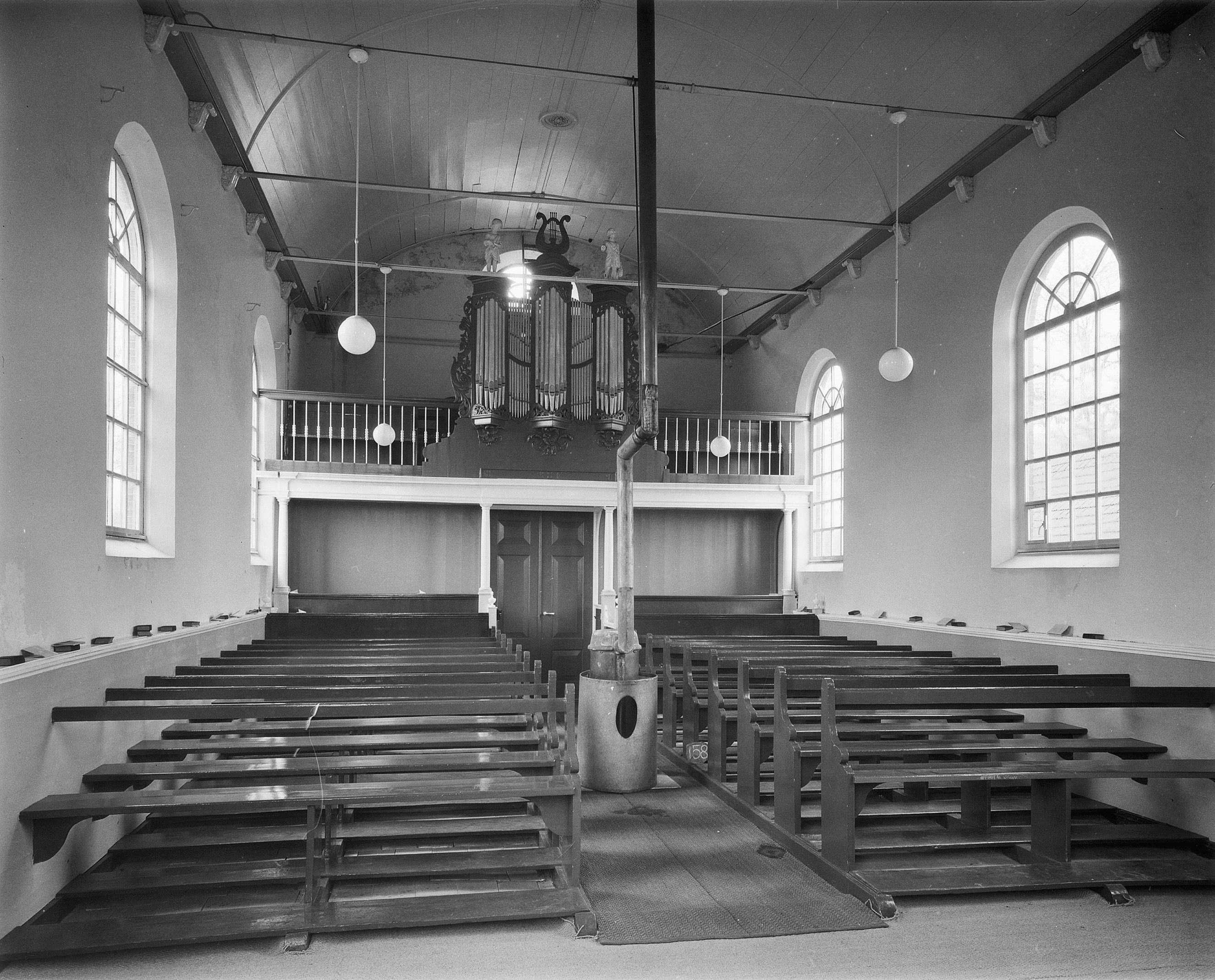
Interieur met orgel
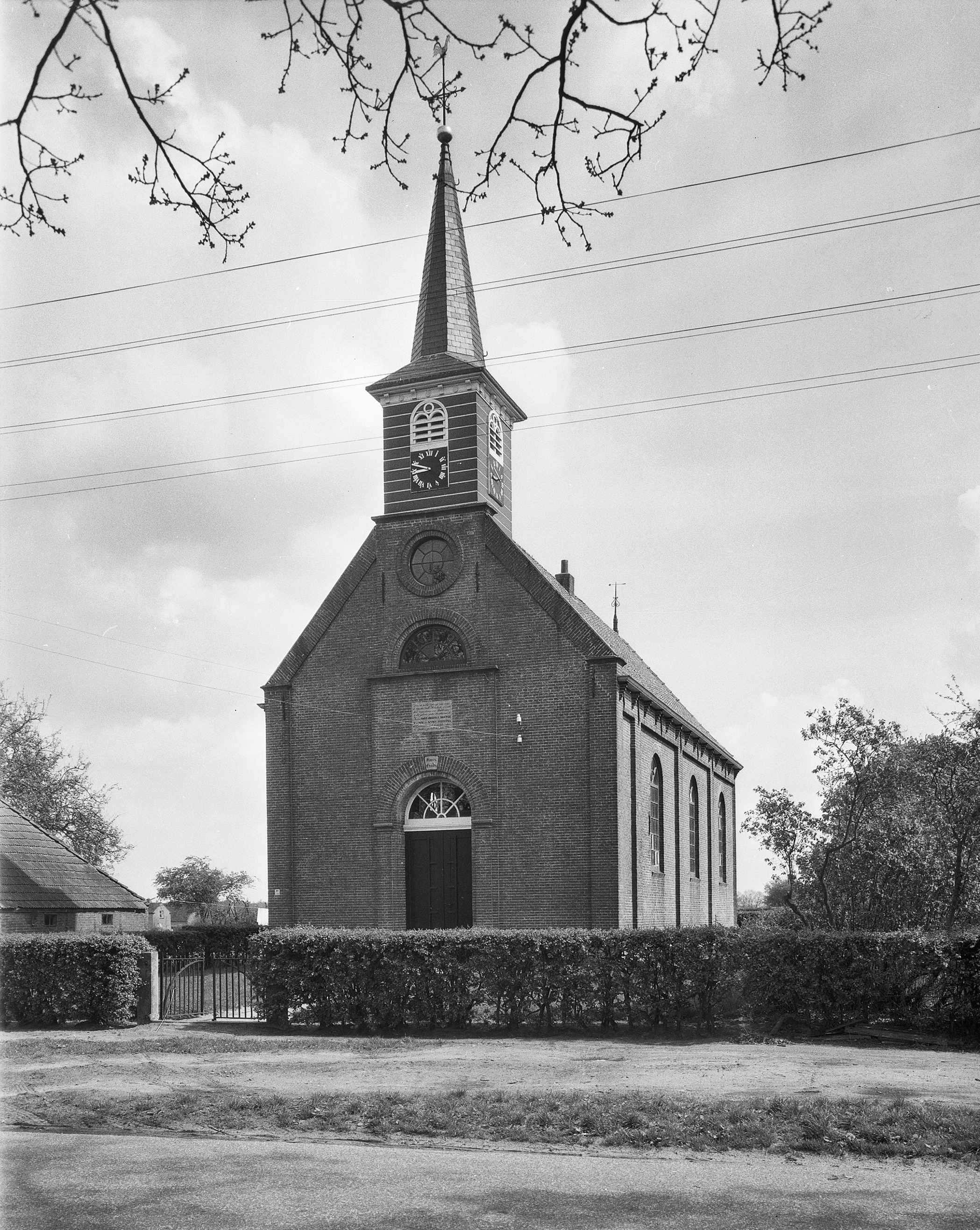